# آکتای (استان آمور)
آکتای (به لاتین: Aktay) یک منطقهٔ مسکونی در روسیه است که در استان آمور واقع شده‌است.